# Ad beatissimi apostolorum
Ad beatissimi apostolorum je první encyklika papeže Benedikta XV. vyhlášená na svatopetrském náměstí v Římě na den Svátku všech svatých 1. listopadu 1914. Vydání encykliky se časově shodovala s začátkem první světové války, kterou papež označil jako sebevraždu civilizované Evropy.
Papež zde popisuje válčící strany jako největší a nejsilnější národy Země, které jsou vybaveny tou nejstrašnější válečnou technikou, jež je posiluje v rafinovaném snažení zničit jeden druhého. Každý den prolitá krev prosakuje do země, která je pokryta těly zabitých a zraněných. Ve světle nesmyslného zabíjení s odkazem na evangelium sv. Lukáše 2,14 „Sláva na výsostech Bohu, a na zemi pokoj, lidem dobrá vůle“ papež žádá o „mír na zemi všem lidem dobré vůle“ s tím, že jen tak hrubě porušená práva lidu mohou být napravena.
Původ ďábla tkví v přehlížení příkazu křesťanské moudrosti, obzvláště v nedostatku lásky a porozumění. Ježíš Kristus sestoupil z nebes na zemi za účelem obnovení království míru (Jan 15,12  Totoť jest přikázání mé, abyste se milovali vespolek, jako i já miloval jsem vás.). Lidská nenávist jako opak křesťanské moudrosti a lásky se odráží v aktuálních směrech: materialismus, nacionalismus, rasismus a třídní boj.